# マウロ・セット
マウロ・ダリオ・ヘスス・セット（Mauro Darío Jesús Cetto、1982年4月14日 - ）は、アルゼンチン・サンタフェ州ロサリオ出身の元サッカー選手。現役時代のポジションはDF（センターバック、右サイドバック）。

## 経歴
地元の名門CAロサリオ・セントラルでプロデビュー。2001年のワールドユース優勝メンバーの一人。2002年にフランスの古豪・FCナントに移籍するが、チームは弱体化が進み2007年にはリーグ・ドゥ（2部）に降格した。それに伴い7月27日にトゥールーズFCに期限付き移籍し、2008年夏に完全移籍した。ナントに続きトゥールーズでもキャプテンを任された。
2011年6月14日、トゥールーズとの契約満了に伴いイタリアのUSチッタ・ディ・パレルモに移籍した。しかし怪我などで出場機会に恵まれず2012年1月26日にリールへ期限付き移籍し半年でフランスに復帰した。
2013年から母国のCAサン・ロレンソ・デ・アルマグロへ移籍。
2016-17シーズンにロサリオ・セントラルへ復帰してプレーした後現役を引退。翌シーズンより同クラブのスポーティングディレクターに就任することが発表された。

## タイトル
サン・ロレンソ
- プリメーラ・ディビシオン : 2013イニシアル
- コパ・リベルタドーレス : 2014